# Nikomed
Nikomed (tudi Nikomedes) [nikoméd/nikomédes] (starogrško Nικoμήδης: Nikomédes, latinsko Nicomedes), starogrški matematik, * okoli 280 pr. n. št. † okoli 210 pr. n. št.
Po njem se imenuje ravninska algebrska krivulja 4. reda, Nikomedova konhoida, (grško konhoides - školjki podoben) in je konhoida premice:
{\displaystyle (x-a)^{2}(x^{2}+y^{2})-b^{2}x^{2}=0\!\,,}
{\displaystyle x^{2}y^{2}=(a^{2}-y^{2})(a-y)^{2}\!\,,}
Prvi jo je uporabil pri obravnavanju trisekcije kota. Krivulja je v parametrični obliki:
{\displaystyle x=a+b\cos \varphi \!\,,}
{\displaystyle y=a\,\mathrm {tg} \,\varphi +b\sin \varphi \!\,}
in v polarnih koordinatah (r, φ):
{\displaystyle r={a \over \cos \varphi }\pm b\!\,.}
Splošno je konhoida dane krivulje krivulja, ki jo dobimo tako, da povečamo ali zmanjšamo radij vektor vsake točke na krivulji za konstantno daljico b. Če je enačba krivulje v polarnih koordinatah {\displaystyle r=f(\varphi )}, je enačba njene konhoide {\displaystyle r=f(\varphi )\pm b}. Konhoida kroga je Pascalov polž, ki je srčnica in hkrati epicikloida.